# Cristian González (Fußballspieler, 1996)
Cristian González, vollständiger Name Cristian Marcelo González Tassano, (* 23. Juli 1996 in Montevideo) ist ein uruguayischer Fußballspieler.

## Karriere

### Verein
Der 1,85 Meter große Defensivakteur González steht seit der Clausura 2015 im Kader des Erstligisten Danubio FC. Dort debütierte er unter Trainer Leonardo Ramos am 7. März 2015 beim 0:0-Unentschieden im Heimspiel gegen die Montevideo Wanderers mit einem Startelfeinsatz in der Primera División. In der Spielzeit 2014/15 lief er in insgesamt neun Erstligaspielen (kein Tor) und vier Begegnungen (kein Tor) der Copa Libertadores 2015 auf. Während der Saison 2015/16 kam er 22-mal (kein Tor) in der Primera División zum Einsatz. In der zweiten Augusthälfte 2016 wechselte er zur Sevilla Atlético genannten Zweitvertretung des FC Sevilla, bei dem er wiederum einen Vertrag bis zum 30. Juni 2020 unterschrieb. Bei den Spaniern kam er in der Saison 2016/17 zu 17 Ligaeinsätzen (ein Tor) in der Segunda División.

### Nationalmannschaft
González gehört der U-20-Nationalmannschafts Uruguays an. Erstmals wurde er am 11. Mai 2015 von Trainer Fabián Coito bei der 1:2-Niederlage im Freundschaftsspiel gegen Honduras eingesetzt. Bisher (Stand: 28. Mai 2015) absolvierte er insgesamt drei Länderspiele in der U-20. Ein Länderspieltor gelang ihm nicht. Er wurde für die U-20-Weltmeisterschaft 2015 in Neuseeland nominiert. Im Verlaufe des Turniers bestritt er eine Partie (kein Tor).